# (1979) Sakharov
(1979) Sakharov es un asteroide perteneciente al cinturón de asteroides descubierto por Ingrid van Houten-Groeneveld, Cornelis Johannes van Houten y Tom Gehrels desde el observatorio del Monte Palomar, Estados Unidos, el 24 de septiembre de 1960.

## Designación y nombre
Sakharov recibió al principio la designación de 2006 P-L.
Más adelante se nombró en honor del físico nuclear soviético y nobel Andréi Sájarov (1921-1989).

## Características orbitales
Sakharov está situado a una distancia media del Sol de 2,374 ua, pudiendo acercarse hasta 2,137 ua y alejarse hasta 2,612 ua. Tiene una excentricidad de 0,1 y una inclinación orbital de 6,045°. Emplea en completar una órbita alrededor del Sol 1336 días.